# ويلمر كابريرا
ويلمر كابريرا (بالإسبانية: Wilmer Cabrera)‏ (مواليد 15 سبتمبر 1967) هو لاعب كرة قدم. يلعب مع منتخب كولومبيا لكرة القدم. سبق له أن لعب في كأس العالم لكرة القدم مع منتخب بلاده.

## روابط خارجية
- ويلمر كابريرا على موقع الاتحاد الدولي (مؤرشف)  (الإنجليزية)
- ويلمر كابريرا على موقع قاعدة بيانات كرة القدم.إي يو (الإنجليزية)
- ويلمر كابريرا على موقع ناشيونال فوتبول تيمز (الإنجليزية)
- ويلمر كابريرا على موقع عالم كرة القدم.نت (الإنجليزية)